# HD 204445
HD 204445，又名BD+07 4696，SAO 126818、HR 8219，是一颗恒星，视星等为6.4，位于銀經61.21，銀緯-29.49，其B1900.0坐标为赤經21h 23m 29s，赤緯+7° -29.49′ 38″。